# Hannibal (Misuri)
Hannibal es una ciudad ubicada en los condados de Marion y Ralls, al noreste del estado estadounidense de Misuri. En el Censo de 2010 tenía una población de 17 916 habs. y una densidad poblacional de 427 hab/km². Se encuentra a la orilla derecha del río Misisipi, que la separa de Illinois.
En esta localidad se inspiró el escritor Mark Twain para crear su St. Petersburg, la localidad donde vivía Tom Sawyer. 

## Geografía
Hannibal se encuentra en las coordenadas 39°42′36″N 91°23′37″O / 39.71000, -91.39361. Según la Oficina del Censo de los Estados Unidos, Hannibal tiene una superficie total de 41.97 km², de la cual 40.75 km² corresponden a tierra firme y (2.89%) 1.21 km² es agua.

## Demografía
Según el censo de 2010, había 17916 personas residiendo en Hannibal. La densidad de población era de 426,92 hab./km². De los 17916 habitantes, Hannibal estaba compuesto por el 88.84% de blancos, el 7.06% eran afroamericanos, el 0.22% eran amerindios, el 0.64% eran asiáticos, el 0.09% eran isleños del Pacífico, el 0.47% eran de otras razas y el 2.68% pertenecían a dos o más razas. Del total de la población, el 1.81% eran hispanos o latinos de cualquier raza.